# Griekse elegie
Zie voor de latere ontwikkeling van het begrip "elegie" het artikel Elegie.
De Griekse elegie is een dichtvorm, die zich kenmerkt door een vaststaande vorm, terwijl de inhoud uiteenlopend kan zijn. De elegie behoeft niet, zoals bij het moderne gebruik van het woord elegie vaak wel het geval is, een klacht te verwoorden.
Het Griekse elegos (ἕλεγος) betekende “zang” of “melodie”, en daarvan is afgeleid elegeia of elegeion (ἕλεγεία, ἕλεγεῖον).

## Vorm
De Griekse elegie is opgebouwd uit een of meer stanza's, waarvan elk een elegisch distichon is, een tweeregelige strofe. Iedere strofe is weer volgens een vast schema opgebouwd:
- alle oneven verzen vormen een dactylische hexameter: zesmaal lang-kort-kort
- alle even verzen vormen een dactylische pentameter): tweemaal lang-kort-kort lang-kort-kort lang.

De elegie is in Ionië ontstaan en leunt qua taal en stijl dicht aan bij de Homerische epiek: het metrum laat toe helder woordgroepen en formuleringen van het epos over te nemen. Vaak is de Griekse elegie dan ook een epigram.
De vorm is nagevolgd door onder anderen de Latijnse poetae novi ("nieuwe dichters", eerste eeuw v.C., met name Catullus), en later, aangepast, ook in de moderne Europese literatuur.

## Stof
Anders dan de moderne elegie, een benaming die vaak "klaagzang" betekent (maar ook nu nog niet altijd), kan de Griekse elegie uiteenlopende thema's tot onderwerp hebben. Wel waren de eerste elegieën (zevende eeuw v.C.) vermoedelijk weemoedig van toon. Ze schijnen onder fluitbegeleiding ten gehore te zijn gebracht.
Er zijn echter ook andere thema's. Liefde en ontrouw kunnen worden bezongen. De jeugd kan worden verheerlijkt (waarbij soms weer wel de klacht doorklinkt, maar dan om de ouderdom, dus het verlies van jeugdigheid). Ook kan de elegie echter een strijdlied zijn, of een politiek vertoog. Als epigram kan ze een puntige of spitsvondige wijsheid verwoorden.